# Синиця довгохвоста
Сини́ця довгохвоста або ополовник звичайний (Aegithalos caudatus) — осілий, кочовий птах менший за горобця, з довшим за тіло хвостом. Мешкає в листяних та мішаних лісах Європи та Азії.

## Опис

### Морфологічні ознаки
Птах менший за горобця — маса тіла 7-9 г, довжина тіла біля 14 см. У дорослого птаха підвиду caudatus голова біла; спина чорна; плечові пера бурувато-рожеві; покривні пера верху крил чорні; надхвістя біле, з рожевим відтінком; низ білий, на боках тулуба, череві і підхвісті рожевий відтінок; махові пера темно-бурі, другорядні — з білою облямівкою; хвіст східчастий, чорний, на зовнішніх частинах стернових пер біла барва; дзьоб чорний; ноги темно — бурі; у підвиду tauricus, який поширений у Криму, над очима чорні смуги, які з'єднуються з чорним кольором спини. У молодих птахів чорний колір оперення замінений бурим; через око проходить широка бура смуга; рожевий відтінок відсутній.

### Звуки
Поклик — тихе коротке «чер», часто подає високотональне трискладове «тсі — тсі — тсі».

## Поширення та місця існування
Ареал виду займає значну частину Євразії, в тому числі Англії, Центральної та Північної Європи, Сибіру.
Поширена по всій Україні, але в степовій зоні зустрічається тільки під час осінньо-зимових мандрівок. Гніздиться в лісовій і лісостеповій смузі, на півночі степової смуги, в пониззі Дніпра і гірському Криму.
Мешкає в чагарниках, мішаних та листяних лісах, іноді — у парках. Довірлива пташка, утім намагається триматися верховіття кущів та дерев, підвішуючись до найтонших гілочок.

## Підвиди
Вид Aegithalos caudatus нараховує 23 підвиди:
- A. c. alpinus
- A. c. aremoricus
- A. c. caudatus — номінативний підвид
- A. c. europaeus
- A. c. ibericus
- A. c. irbii
- A. c. italiae
- A. c. japonicus
- A. c. kamtschaticus Domaniewski, 1933
- A. c. kiusiuensis
- A. c. macedonicus
- A. c. magnus
- A. c. major
- A. c. pallidulombo
- A. c. passekii
- A. c. rosaceus
- A. c. sibiricus
- A. c. siculus
- A. c. taiti
- A. c. tauricus
- A. c. tephronotus
- A. c. trivirgatus

## Особливості біології

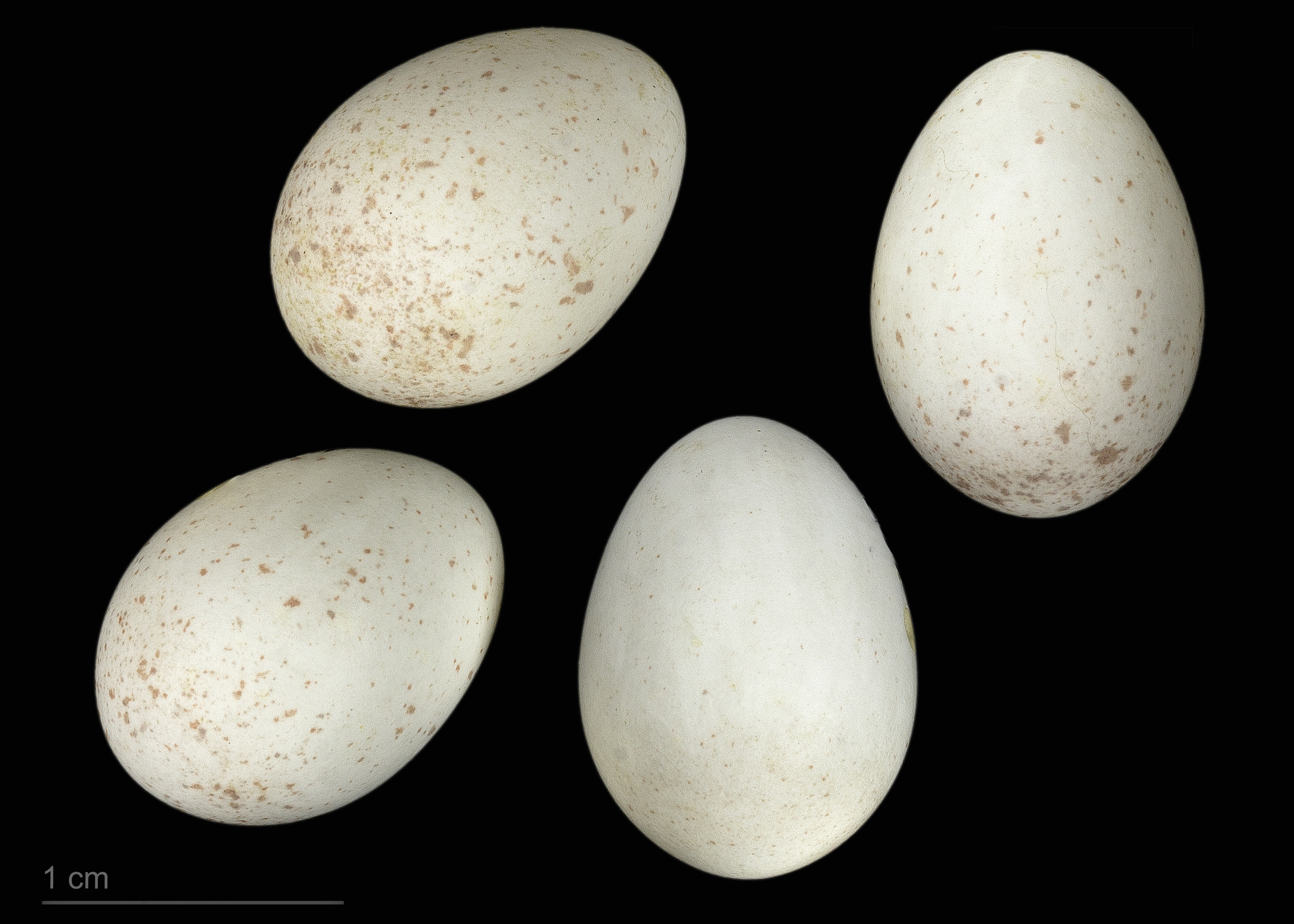
Яйця Aegithalos caudatus в оологічній колкції, Тулузький музей

Гніздо мостить на дереві у розгалуженні гілок. Воно сплетене у вигляді витягнутої кулі з діркою-входом у верхній частині, замасковане вплетеними в нього шматочками лишайників, моху, травичинками. Усередині гніздо вимощує пір'ям. Кладка з 8—14 білих з рожевими цяточками яєць, наприкінці квітня — на початку травня. Через два тижні вилуплюються пташенята, які вже за два тижні можуть літати.
Поклик — коротке «чер», часто подає високотональне «тсі-тсі-тсі».

## Галерея

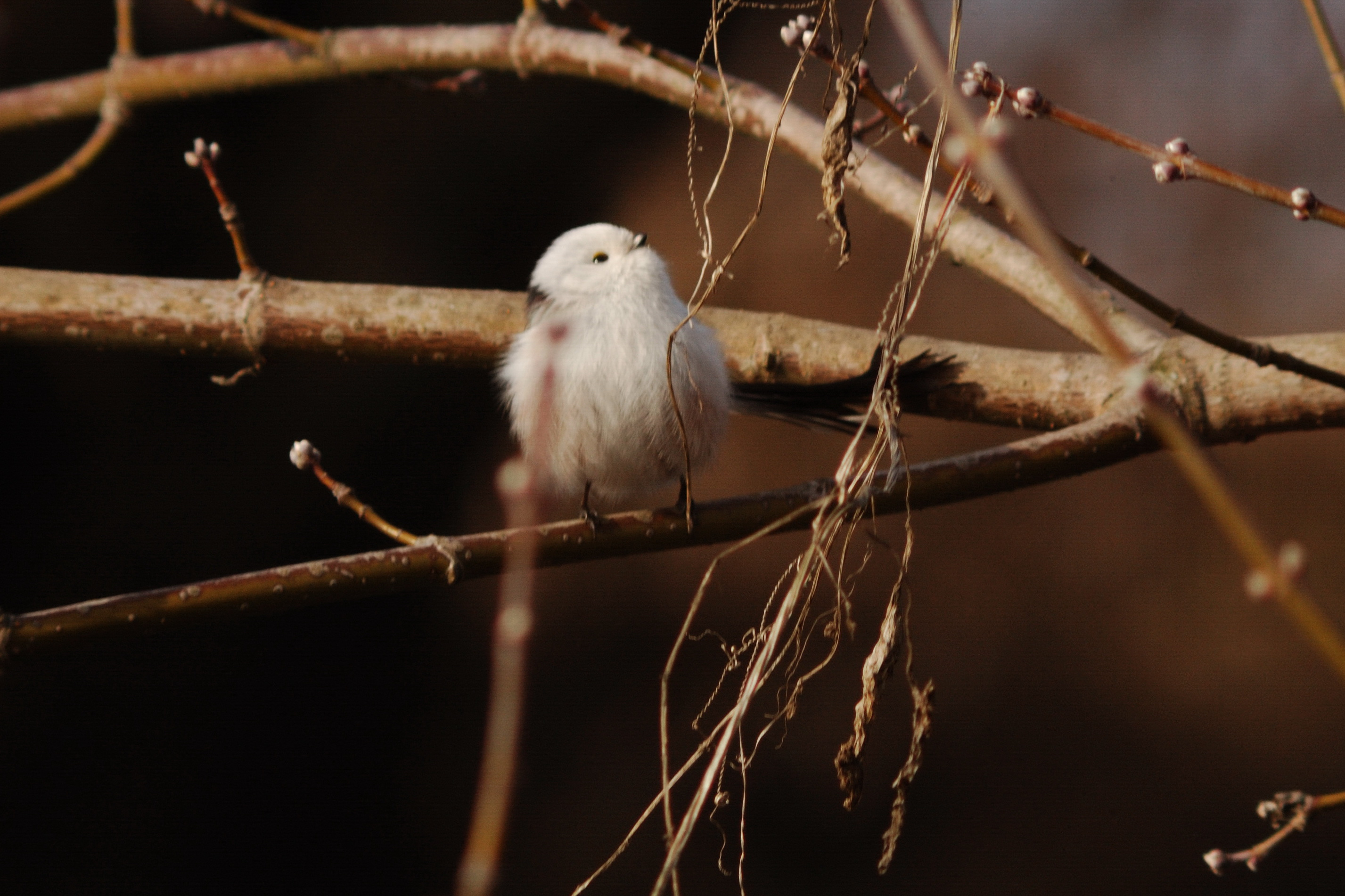
Довгохвості синиці
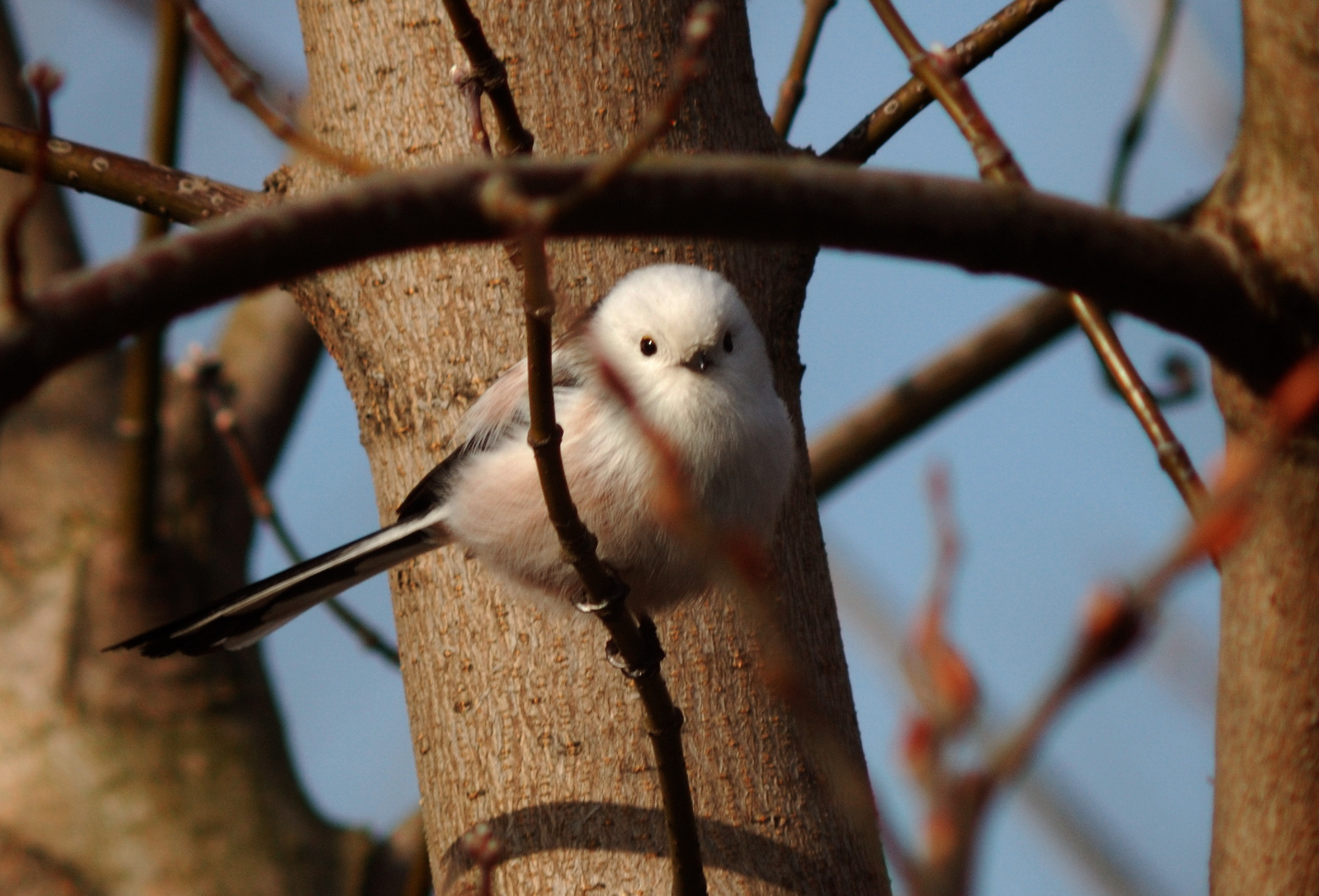
на оз. Вирлиця в Києві
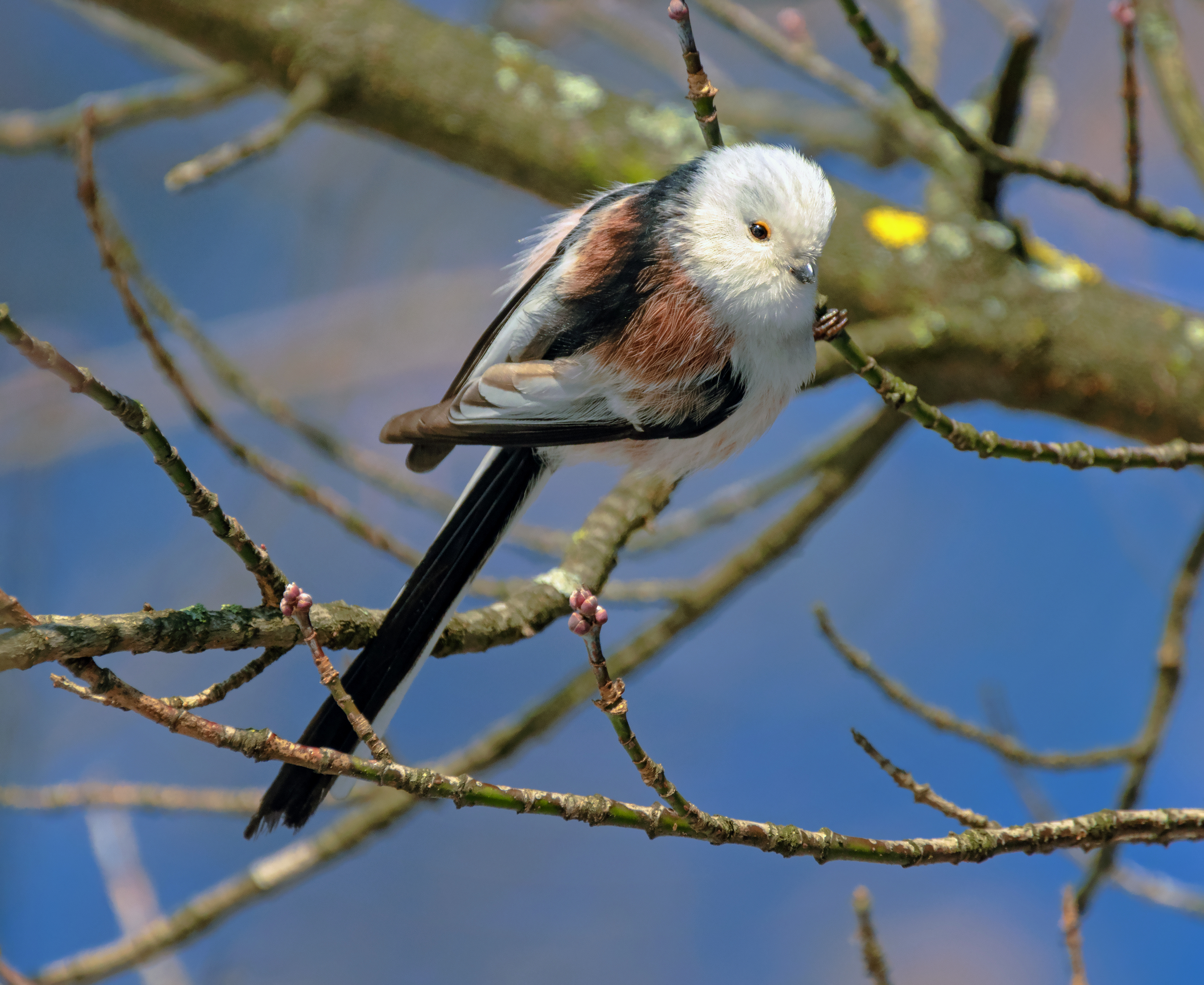
Синиця довгохвоста в парку ім. М. Рильського в Києві
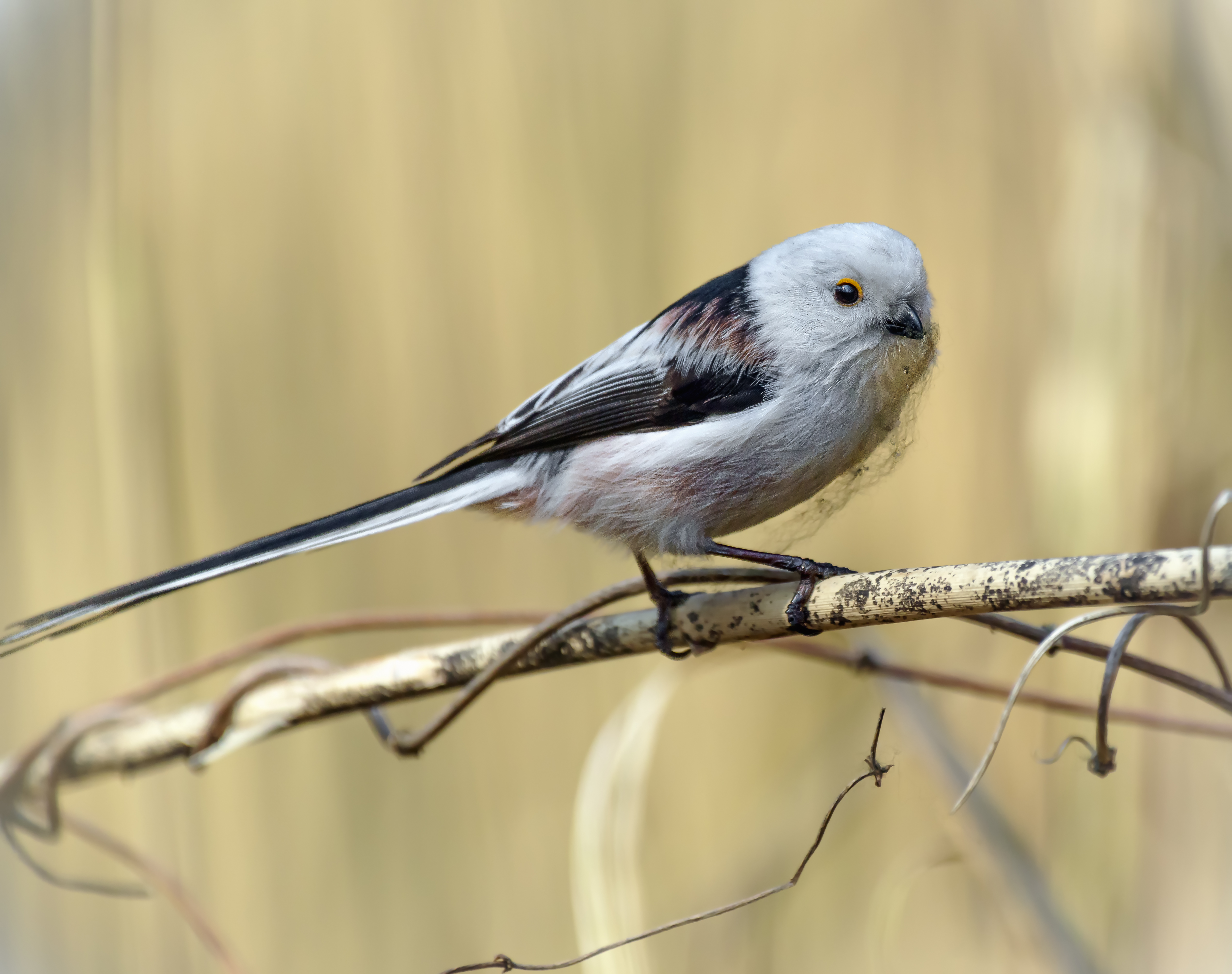
Синиця довгохвоста в парку ім. М. Рильського в Києві